# Иваньково (Серпуховский район)
Иваньково — деревня в Серпуховском районе Московской области. Входит в состав Дашковского сельского поселения (до 29 ноября 2006 года входила в состав Калиновского сельского округа).

## Население
| 2002 | 2006 | 2010 | 2015 |
| ---- | ---- | ---- | ---- |
| 19   | ↗26  | ↗48  | ↗63  |

## География
Иваньково расположено примерно в 12 км (по шоссе) на запад от Серпухова, (фактически — у северо-восточной окраины города Протвино), высота центра деревни над уровнем моря — 142 м.

## Современное состояние
На 2016 год в деревне зарегистрировано 2 объекта Шатовского лесничества. Иваньково связано автобусным сообщением с райцентром и соседними населёнными пунктами.